# Bitva u Ústí nad Labem
Bitva u Ústí nad Labem (též bitva na Běhání) se odehrála 16. června 1426 na vyvýšenině Na Běhání (kóta 212) poblíž vsí Hrbovice a Předlice, zhruba 5 km západně od Ústí nad Labem. Ozbrojené síly většiny husitských svazů zde porazily početně silnější armádu římskoněmeckých[zdroj?] žoldnéřů, kteří se pokoušeli vyprostit Ústí z téměř dva měsíce trvajícího obležení. Vítězství nejenže umožnilo husitům ovládnout obléhané město, ale současně si otevřeli cestu ke vpádům do Saska, Durynska a Horní Lužice. Na českém území to bylo naposled, kdy těžká jízda napadla vozovou hradbu čelním útokem, neboť v dalších letech se již zahraniční nepřítel pokoušel přizpůsobit novému pojetí válečnictví za použití vlastní vozové formace.

## Předehra
Na jaře roku 1426 husité využili období relativního klidu zbraní ze strany zahraničního nepřítele a zahájili přípravy na ofenzívu, která jim měla umožnit ovládnutí důležitých obchodních stezek, jež spojovaly české vnitrozemí s bohatými saskými a hornolužickými městy a zajistit kontrolu nad některými opevněnými body v severních a severovýchodních Čechách. Tyto fortifikace byly z velké části pod kontrolou míšeňských, potažmo saských, posádek a tvořily enklávu, která sloužila jako předsunutá základna pro výpady říšských vojsk do Čech. Ofenzívy se měly zúčastnit všechny husitské svazy včetně kališnické šlechty z Čech a v menší míře i z Moravy, jejichž sbory se shromažďovaly na několika různých místech. Mezi prvními zahájili vojenské operace sirotci pod velením Jana Roháče z Dubé, kteří oblehli Lipé. Od útoku na město sice upustili, nicméně vzápětí vypálili Benešov nad Ploučnicí a obsadil Bělou pod Bezdězem. Další orebsko–sirotčí oddíly se mezitím soustředily u Starého Bydžova a Hynek Boček z Poděbrad postupoval s částí vojsk pražského svazu k Litoměřicím, kde se spojil s ozbrojenci místního hejtmana Hynka z Kolštejna. Tyto manévry měly pravděpodobně zmást nepřítele, aby do poslední chvíle netušil, zda husité chtějí udeřit proti Mostu, Žitavě nebo Ústí nad Labem.
Závěrečná porada husitských velitelů se konala 5. května v Mladé Boleslavi. Po dohodnutí strategie pro následující vojenskou intervenci sirotci a další přítomné sbory vytáhly k Mimoni, kterou vypálily. Dalším cílem husitů se opět stalo Lipé, jehož posádka se bez odporu vzdala sotva k městu dorazily oddíly sirotků a východočeské orebské šlechty shromážděné u Starého Bydžova (19. května). V příštích dnech se spojené husitské vojsko zmocnilo Třebenic, Krupky a Teplic a zamířilo k Ústí nad Labem. První oddíly k tomuto severočeskému městu dorazily po 26. květnu a již počátkem června obklopoval město kruh vozové hradby a tři ležení. Jedno z nich náleželo táborům pod velením hejtmana Jana Bleha z Těšnice a duchovního správce Prokopa Holého, druhé pak pražanům Zikmunda Korybuta, které posílili Litevci a oddíly české a moravské šlechty a třetí sirotkům v čele s Janem Roháčem a Kunešem z Bělovic. Reálně se celková síla tohoto vojska odhaduje na 11 000 mužů, existují však domněnky, že husitů mohlo být 20–24 000.
Zprávy o aktivitě husitů do Míšeňska dorazily už ve své přípravné fázi, neboť je známo, že choť míšeňského markraběte Fridricha, vévodkyně Kateřina, byla v posledních dnech měsíce dubna informována o skutečnosti, že bílinský hejtman Jakoubek z Vřesovic shromažďuje ve městě pušky, praky, žebříky a jiné válečné potřeby. Jelikož se její manžel právě nacházel na říšském sněmu, kde se patrně pokoušel zajistit vojáky k protiútoku do Čech, zahájila při přípravách k vojenskému tažení vlastní iniciativu. Posádky míšeňských hradů a měst posílili noví žoldnéři a mobilizovaní vojáci z celé Říše se na její výzvu shromažďovali v okolí Freibergu. Soudobí kronikáři zanechali o početním stavu tohoto vojska značně rozporuplné údaje hovořící až o pěti Němcích na jednoho Čecha, dá se však usuzovat, že číslo se pohybovalo okolo 13 000 bojovníků. Velením nad těmito muži byl pověřen míšeňský zemský fojt Boso z Fictumu. Shromážděné síly vyrazily k českým hranicím 14. června a překročily je ve třech proudech. Jeden z nich postupoval tzv. janovskou cestou kolem Mostu, druhý trasou podél Oseka a třetí, složený pravděpodobně z Hornolužičanů, směřoval přes Krupku k Teplicím. Špatně zásobené a hladové oddíly se druhého dne spojily v pozdních odpoledních nebo podvečerních hodinách u Chabařovic, kde pravděpodobně přenocovaly.
Mezitím, co se zahraniční jednotky připravovaly k české intervenci, husité se pokoušeli dobýt Ústí nad Labem všemi dostupnými prostředky. Obránci pocítili těžké bombardování jak z vrhacích, tak ze střelných zbraní a 6. června odrazili první velký útok na hradby. Jejich vůli k razantnímu odporu pravděpodobně posilovalo vědomí o připravované pomoci z Míšeňska. Když se 15. června husité dozvěděli o soustředění německého říšského vojska 10 km od jejich pozic, zrušili obléhání a rozhodli se nepříteli postavit západně od města, na nevysokém návrší poblíž vesnic Předlice a Hrbovice, které bylo později pojmenováno Na Běhání (dnes už výšina neexistuje). Tím zmařili záměr Bosa z Fictumu, jenž plánoval zničit jedno z obléhacích ležení, uvolnit město ze sevření a dodat obleženým čerstvé zásoby.

## Bitva

### Zprávy současníků
O událostech z 16. června 1426 informuje několik domácích i zahraničních písemných pramenů různé výpovědní hodnoty. Jeden z nejvěrohodnějších textů je obsažen v Kronice katolického vojáka a přímého účastníka husitských válek Bartoška z Drahonic, jenž sice byl příznivcem krále Zikmunda, avšak jeho výpověď je obecně přijímána jako objektivní.
| „                     | Léta Páně 1426 po velikonočních svátcích přišli řečení lidé ku Praze a společně s pražany vytrhli k městu Ústí nad Labem. Město oblehli a snažili se je dobýt pomocí praků, děl a podkopů pod hradbami i příkopy, K obraně města postavila markrabata míšeňská své lidi, aby Ústecké osvobodili, a to jak se pravdivě říkalo až na deset tisíc jezdců a dvacet tisíc pěších. Mezi nimi byl jako velitel jakýsi pan Oks a pán z Vajdy a ze Schwarzburku i jiná hrabata, páni z družiny markrabat. Proti nim stál vévoda Zikmund Litevský, který byl velitelem pražanů, a s ním byl pan Boček z Poděbrad, pan Hynek z Kolštejna a někteří moravští páni, totiž pán z Tovačova a syn pana Petra ze Stráže a výše řečení hejtmané a zvláště kněz Prokop. A tak poblíž řečeného města proti sobě navzájem střídavě postupovali sem a tam s vozy, děly, pěšími i jezdci v šicích uspořádaných k boji. Na obou stranách mnozí padli a pak se Míšňané dali na útěk. Při jejich pronásledování pobila nepřátelská strana, říkalo se, dobře dva tisíce mužů a další dva tisíce, vyčerpány horkem a prachem, pomřely ve zbrani na místě i cestou, protože je pronásledovali na půl druhé míle a pobíjeli je či spíš vraždili. A to se stalo v neděli po »Sic mane«, protože Míšňané tak začali, neboť by žádný rozumný člověk nezahajoval boj v neděli. | “ |
| — Bartošek z Drahonic | |   |

Velmi obsáhlý popis bitvy se zachoval v souboru drobných kronik, psaných od sklonku bojovného husitství, jež historik František Palacký jako první soustředil do jediného díla pod názvem Staré letopisy české. 
| „                                  | Léta páně 1426 v neděli po svatém Vítu, stalo se pobití veliké u města Ústí nad Labem, a to u vsi před Ústím řečené Předlice. A že Němci míšeňští obsadili Ústí a brali u něho a pálili i na lidech výkupné vymáhali; potom po velikonocích pan Jakoubek Bílinský obklíčil Ústí s jinými dobrými lidmi. A v tom přitáhli k němu páni čeští a kníže Zikmund s pražany i táboři i sirotci, kteříž po Žižkovi zůstali, a pilně a snažně dobývali města Ústí. A markrabata ze Saské země i z Durynk, ze Srbska a z Lužické země i z děch ze všech zemí až od Rýna táhli s velikými houfy, ihned Čechové psali k nim listy laskavé tak, že »kdyby vám Bůh pomohl, abyste nás zjímali, a jestliže nám Pán Bůh zase pomůže, téhož se od nás nadějete«. Ale Němci s velikou snaživostí a vzpurností, doufajíce v množství houfů, hrdě zase vzkázali, že »všecky napořád budem mordovati, malé i veliké«. Tehdy Čechové modlili se k milému Bohu, aby Pán Bůh ráčil jim pomoc dáti a svatý Václav. I nechtěli se v svatou neděli bíti; ale Němci, majíce za to, že by Čechové měli v úmysl prchnouti a utéci pro jejich veliké množství, hned v svatou neděli bez meškání řítili se s houfy na Čechy. A hned k vozům přilnuli a s mocí Čechům vozy převraceli již jednu řadu. Tehdy teprve Čechové vzkřikli a stříleli na ně z vozů, z houfnic a z tarasnic, až v nich cesty dělali. A v tom vzkřiknuvše, že Němci běží, teprve vyskočili z vozů a bili napořád Němce a tak dobyli vítězství; a žádného neživili ani zajati nedali. A bylo pobito Němců na padesát tisíc a Čechů nezabili nic více nežli devatenáct, a znamenitého nezabili žádného než Jana Bradatého z Prahy. | “ |
| — Staré letopisy české – rukopis Š | |   |

Ze zahraničních autorů se o střetnutí zmiňuje soudobý německý historik Johannes Rothe, jehož informace jsou prakticky ve shodě s popisem Starých letopisů českých: 
| „                | ...táhli k jejich vozové hradbě a chtěli prolomit velké ulice a když chtěli prokázat svou statečnost a provést to, vystřelili kacíři z děl, kterých měli bez počtu, mezi ně, a měli dlouhé háky, kterými stahovali urozené pány s koní a zabíjeli a tu se zvedl takový oblak prachu, že sotva jeden druhého viděl, a tak bili a vrazili mezi ně, že mnoho lidí zemřelo, bylo zastřeleno nebo zabito. ... A jak tak utíkali a kacíři je pronásledovali a mnoho jich zabili. Byli mnozí vyčerpáni, protože počasí bylo velmi hezké, a mnoho prachu, a ti kteří utekli, táhli každý domů ... a bylo mnoho nářku v Míšni, v Durynsku, v Hesensku i v Lužici. | “ |
| — Johannes Rothe | |   |

Zajímavý, nicméně historicky velmi nepřesný, je zápis, který v díle Historie česká publikoval italský humanista Enea Silvio Piccolomini, pozdější papež Pius II. Ten měl své zpravodaje z řad přímých účastníků husitských válek, přesto nejnápadnější nesrovnalostí zůstává, že bitvu u Ústí považoval za vítězství, kterého dosáhl již dvě léta mrtvý hejtman Jan Žižka. 
| „                         | Císař udělil markrabatům míšenský Most a také Ústí nad Labem, aby ta města obsadili posádkou. Žižka oblehl Ústí zároveň s pražany; Bedřich, markrabě míšenský, otec těch, kteří nyní vládnou nad onou zemí, a bratr jeho, markrabě durynský, sebravše vojsko v Sasku, Durynsku, Míšni a obojí Lužici, chtěli obleženým přispěti ku pomoci. Bitva byla svedena před městem; vítězství bylo dlouho nejisté, ježto byli nejstatečnější na obou stranách zabiti, a brzy ti, brzy oni zdáli se přemoženými i vítězi. Konečně přiklonilo se slepé vítězství slepého následovavši na stranu kacířů. Purkrabí míšeňští a koburští, hrabata z Gleichenu a přemnozí šlechtici padli v oné bitvě. Z nich mnozí zahodivše zbraně, nadarmo snažně prosili na kolenou o život. V této bitvě bylo zabito devět tisíc věrných, Ústí dobyto a úplně zničeno. | “ |
| — Enea Silvio Piccolomini | |   |

Svůj ohlas našly události z 16. června 1426 i v soudobé literární tvorbě v díle anonymního autora s názvem Píseň o vítězství u Ústí. Toto vylíčení husitského vítězství je však značně tendenční a zcela záměrně vyzdvihuje zásluhy husitské šlechty a pražských měšťanů v čele se Zikmundem Korybutovičem.
Když začalo to bití,
kníže Zikmund, množství tomu chtí,
že jest tak hejbal svým životem,
až se všudy zalíval potem.

### Pravděpodobný průběh

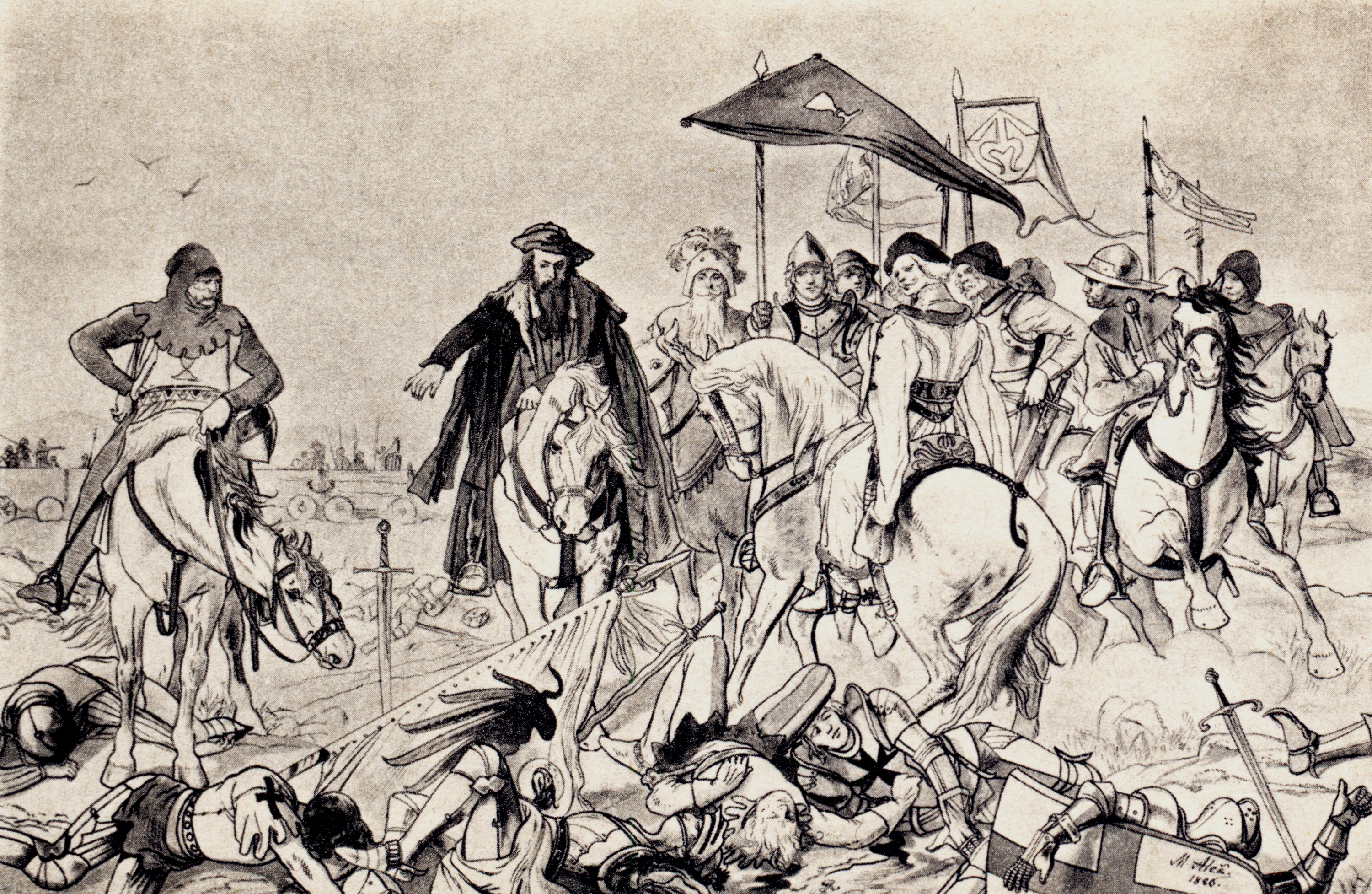
Mikoláš Aleš: Po bitvě u Ústí

Ačkoli o bitvě samotné hovoří kromě výše citovaných i několik dalších pramenů, bližší informace o průběhu jsou pouze kusého charakteru, navíc mezi historiky panuje značná nejednotnost v názoru o jejich spolehlivosti a hodnověrnosti. Podle všeho je patrné, že v dopoledních hodinách zahájili čeští velitelé s Němci vyjednávání, při němž požadovali oboustrannou úmluvu o braní zajatců a případně i posunutí boje, aby nedošlo k prolévání krve v neděli. Oba jejich požadavky však byly tvrdě odmítnuty. Existuje názor, že toto jednání, pokud vůbec proběhlo, mělo sloužit jako zdržovací taktika husitů, neboť tropická vedra, která v tyto dny panovala, měla s přibývajícími hodinami znesnadnit pohyb protivníkovi v těžké kovové zbroji. Současně není vyloučeno, že si německé oddíly nemohly dovolit boj oddalovat, neboť vojsko trpělo nedostatkem proviantu a bylo nutné, aby k rozhodnutí došlo v co nejkratším čase. K útoku do mírného svahu se Němci odhodlali patrně ještě v dopoledních hodinách a podle historika Jaroslava Prokeše postupovali ve dvou směrech. Jednak proti čelu vozové hradby od severu a severovýchodu z údolí Ždírnického potoka mezi Českým Újezdem a Hrbovicemi a ze severozápadu od Chabařovic. Jakmile se dostali na dostřel, zahájilo proti nim české vojsko důraznou palbu, přesto jejich první nápor slavil úspěch. Mase vojáků se v jednom místě podařilo převrhnout několik vozů a dostat se přes první prstenec vozové hradby. Z důvodu značného počtu bojových prostředků si však husité mohli dovolit postavit dvě vozové linie za sebou a na druhém pásu byl čelní šik útočníků zastaven. Za nasazení poměrně vysokého počtu střelných zbraní pak Češi protivníka postupně vytlačili ven ze svých pozic a podnikli jezdecký i pěchotní protiútok, jenž bitvu definitivně rozhodl v jejich prospěch. Podle jednoho z německých pramenů prý jako první začali bitevní pole opouštět měšťané a venkované, zatímco šlechta se octla v pozici zadního voje a sváděla s husity nerovný boj. Zdá se, že část této říšské jízdy se stahovala na severovýchod k Hrbovicím a Předicím, kde byla obklíčena a pobita. Husité pak poražené vojsko pronásledovali až k česko-saské hranici a způsobili mu další vysoké ztráty. Při této závěrečné epizodě bitvy řadoví husitští vojáci systematicky pobíjeli protivníkovy muže, přičemž ušetřeno podobného osudu zůstalo jen několik šlechticů, kteří padli do rukou kališnických pánů.
| „                                  | A po tom boji hrabat a pánů korouhevních pod korouhví německou klečelo čtyřiadvacet vzdávajíc se, aby je živili, a své meče do země zastrkali. Ale Čechové pro své sliby veliké a tak jeden pro druhého netroufali se je živiti, než včecky je tu na místě zmordovali. A kteří utekli do vsi Předlic a do Hrbovic, s těmi vsi zapálili, obklíčivče vsi, že žádný nemohl ujíti. Ale pan Jakoubek, chtě rád pana Valmberka z Velštejna zachovati a na koni unésti, vzal jej za sebe na koně, ale drábi to uzřevše, prostřelili jej něčím za panem Jakoubkem; a když umíral, málem že pana Jakoubka s koně nesvrhl a tak, že by byl s ním v té kvapnosti zabit. | “ |
| — Staré letopisy české – rukopis Š | |   |

## Důsledky a bilance
Přestože Prokop Holý požadoval, aby husité pokračovali v pronásledování poraženého nepřítele přes hranice, pražané a kališnická šlechta sledovali jiné cíle. Prvním z nich bylo ovládnutí Ústí nad Labem, jehož posádka a část měšťanů se po zprávách o katastrofě na Běhání dala na útěk. Takto oslabené město již nebylo schopno vzdorovat a záhy bylo dobyto a vypáleno. Posléze se dostalo do sféry vlivu Jakoubka z Vřesovic, jenž si jeho správu podržel dalších deset let. Na říšském území bitva vzbudila velký ohlas, přičemž veřejné mínění svalilo vinu za porážku na Bosa z Fictumu, kterého se musel zastat sám Fridrich Bojovný.
Ve vyčíslení ztrát, zejména na německé straně, se prameny opět rozcházejí. Herman Corner udává 12 000 mrtvých, německý minorita Matthias Döring na 6000 a tzv. Kronika starého pražského kolegiáta 18 000. Nicméně podle historiků nejdůvěryhodnější zdroj pochází z pera Bartoška z Drahonic, jenž uvádí na 4000 padlých. Mezi nejvýznamnějšími z nich jsou připomínáni hrabata Ernst a Fridrich z Gleichenu, Jindřich z Hartenšteina, Proce z Querfurtu a hrabě z Beichlingenu. Až 300 mrtvých rytířů bylo prý nalezeno u vodní tvrze Starý dvůr poblíž Krupky. Údajně šlo o Lužičany ze Zhořelce, které přivedl na bojiště spolumajitel Krupky, hornolužický fojt Albrecht z Koldic. Těla mrtvých byla katolickými obyvateli města pohřbena v hromadném hrobě u nedaleké lípy. Pokud jde o ztráty na straně husitů, zde současníci informují o nepoměrně nižších číslech. Podle všech náznaků to byly zhruba tři desítky mužů, přičemž Staré letopisy české jich dokládají pouhých 19.